# Nigramma albicans
Nigramma albicans är en fjärilsart som beskrevs av Arnold Pagenstecher 1900. Nigramma albicans ingår i släktet Nigramma och familjen nattflyn. Inga underarter finns listade i Catalogue of Life.